# Manucodia comrii
Ave-do-paraíso-de-comrie ou manucódio-encaracolado (Manucodia comrii) é uma espécie de ave-do-paraíso . Tem um tamanho comparado a um corvo  torresiano.

## Etimologia
O zoólogo britânico Philip Lutley Sclater nomeou esta espécie em homenagem ao Dr. Peter Comrie (1832-1882), que descobriu a ave na Ilha Fergusson em 1874.

## Subespécies
- Manucodia comrii comrii PL Sclater, 1876 — Ilhas D'Entrecasteaux
- Manucodia comrii trobriandi Mayr, 1936 — Ilhas Trobriand ( Kiriwina e Kaileuna )

## Distribuição
Endêmico da Papua Nova Guiné, o manucode de crista encaracolada é distribuído nas Ilhas Trobriand e nas ilhas do Arquipélago D'Entrecasteaux .
Uma espécie comum em sua distribuição limitada de habitat, o manucódio-encaracolado é avaliado como de menor preocupação na Lista Vermelha de Espécies Ameaçadas da IUCN . Está listado no Apêndice II da CITES .

## Habitat
Uma grande ave do tamanho de um corvo de habitats arborizados nas ilhas do sudeste.   Essas aves vivem principalmente na floresta tropical de alta montanha, bordas de florestas e bosques, mas também na savana arborizada, em parques e jardins.

## Descrição

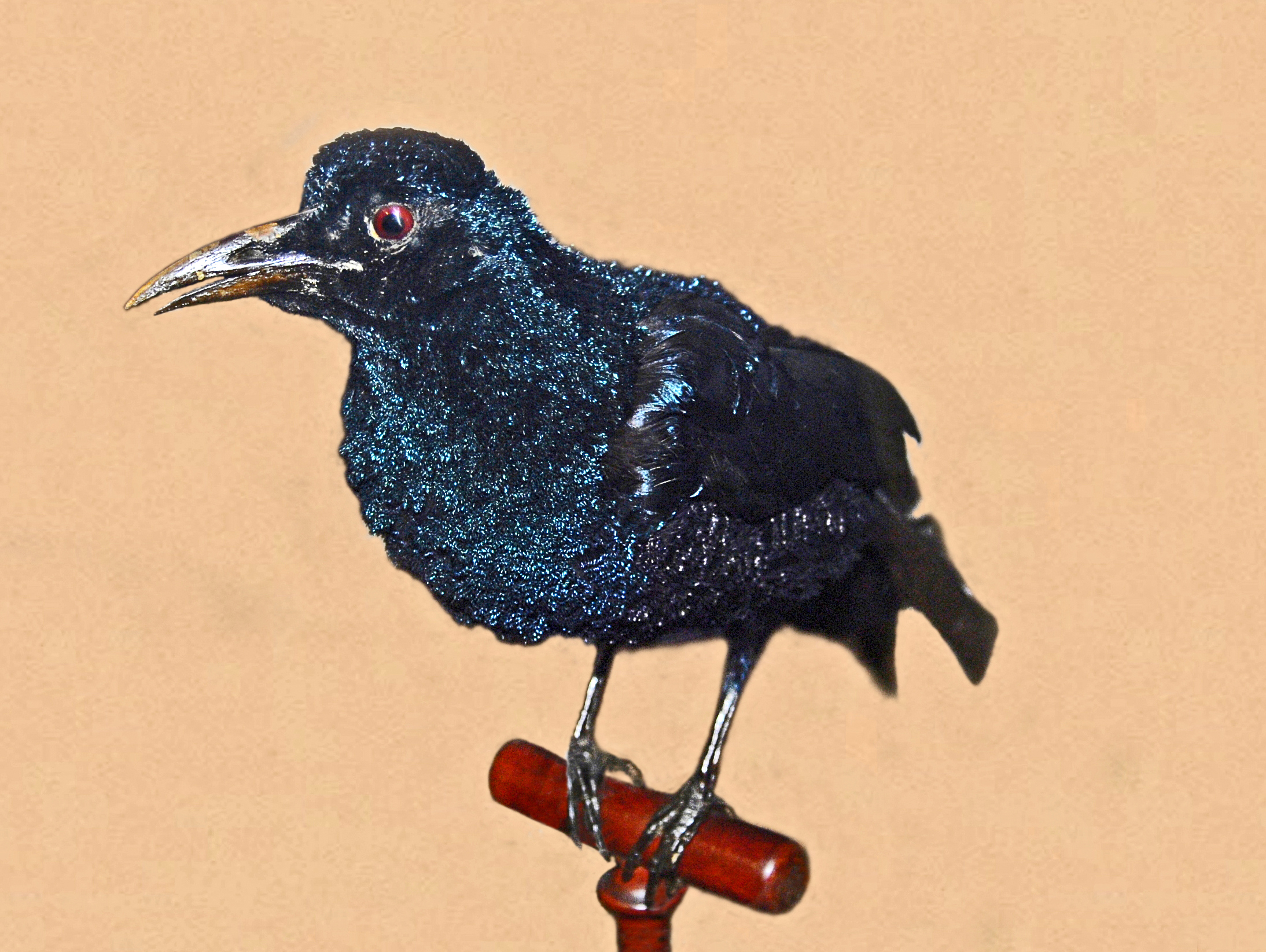
Espécime de museu

Manucodia comrii possui corpo compacto e grande de aproximadamente 43 cm de comprimento, com plumagem roxa brilhante, preta e verde, íris vermelha e penas enrugadas na parte superior do peito e pescoço verde-amareladas. Possui franjas enroladas na cabeça e penas centrais da cauda torcidas. Ambos os sexos são semelhantes com uma fêmea ligeiramente menor.
O manucódio-encaracolado é a maior espécie de manucódio, e também a maior e mais pesada espécie de sua família em termos de tamanho corporal, pesando até 450 gramas, embora sua cauda seja mais curta que a da foice preta . Preto geral com iridescência azul no ombro e roxo nas penas de voo e cauda. Observe a distinta cauda achatada dorsalmente com pontas dobradas e protuberância emplumada na cabeça. O único outro manucódio no alcance é o manucódio-trompeteiro, mas o encaracolado não tem as penas soltas ao redor do pescoço. Tamanho semelhante ao corvo torresiano, mas crespo tem um olho escuro.

## Biologia
Embora não seja o mais vibrante na aparência, o manucódio-encaracolado é certamente uma espécie evoluída vocalmente. Na maioria das aves, a traqueia se estende direto da boca até os pulmões, enquanto nesta espécie ela se estende em direção à região inferior do tórax e se enrola na cavidade abdominal e depois atinge os pulmões, que funciona como um instrumento de sopro e dá ao manucódio-encaracolado um som suave e estridente característico que é audível a uma distância considerável. Essas vocalizações são comuns em exibições de cortejo, onde os machos seguem insistentemente as fêmeas entre a vegetação abrindo asas e cauda e erguendo o corpo empertigado. Os pares de manucódio também vocalizam para defender seus territórios de pares invasores.
Essas aves têm hábitos diurnos. A dieta do Manucodia comrii consiste principalmente em frutas maduras, alimentando-se principalmente de figos, mas também de insetos e outros pequenos invertebrados. Geralmente vivem em pares ou em pequenos grupos em um único território.
A temporada de reprodução dura de junho a novembro, a construção de ninhos foi registrada em meados de novembro e a postura de ovos ocorre em março e junho-outubro. Manucodia comrii é uma ave estritamente monogâmica. O casal colabora na construção de um ninho em forma de xícara na bifurcação de um galho. Depois que 1-2 ovos são postos, ambos os sexos chocam os ovos e criam seus filhotes.